# Rafael Cañizares
Rafael Gabriel Cañizares Poey (Matanzas, 24 marzo 1950) è un ex cestista cubano.

## Carriera
Con Cuba ha disputato tre edizioni dei Giochi olimpici (Città del Messico 1968, Monaco 1972, Montréal 1976) e due dei Campionati mondiali (1970, 1974).